# Platypanchax modestus
Platypanchax modestus, es una especie de pez actinopeterigio de agua dulce, la única del género monotípico Platypanchax de la familia de los poecílidos.
Peces de pequeño tamaño con una  longitud máxima descrita de 6 cm, aunque parece ser que la longitud máxima normal es de 5'5 cm.

## Distribución y hábitat
Se distribuye por ríos de África, en arroyos que se vierten en los lagos Eduardo y George que se originan en las montañas Rwenzori o en las laderas occidentales del Gran Valle del Rift; también en el río Semliki, por encima de las cataratas, y en el sistema superior del río Aruwimi en la cuenca media del río Congo en su punto más cercano al río Semliki, en el noreste de la República Democrática del Congo y Uganda occidental. Habita en las regiones de la orilla de los lagos y de los ríos que entran.